# Exa Media
Exa Media è stata una società per azioni italiana editrice e distributrice di prodotti audiovisivi, software, videogiochi e corsi multimediali interattivi. Nel 2009 la Exa Media trasferì tutte le sue attività e l'uso dei marchi alla consociata Emc S.r.l., ma dopo pochi mesi tutte le società furono poste in liquidazione e l'attività cessò completamente.

## Storia
Nata nel 1999 come casa editrice di contenuti multimediali, si specializzò in particolare nella realizzazione di corsi multimediali su cd-rom con contenuti propri e sviluppati internamente da un team di professionisti del settore informatico. Successivamente il suo catalogo fu ampliato con l'inserimento di software, applicativi e titoli dedicati all'intrattenimento home video, commercializzati in Italia su licenza.
La diversificazione dei prodotti e delle attività portò nel tempo alla creazione di diverse divisioni interne: Exa Cinema, Exa Software, Exa Games ed Exa Educational.
Exa Cinema nacque nel 2004 per commercializzare su licenza propria un vasto catalogo di titoli cinematografici in formato DivX, dopo aver acquisito nello stesso anno la prima licenza per l'Italia di questa tecnologia di compressione video dalla americana DivX Corporation. Exa Cinema era anche distributore di prodotti per il mercato home video per conto di terzi, quali Yamato Video, One Movie, Ermitage Cinema e Stormovie. Nell'ottobre 2007, inoltre, rilevò l'intero catalogo dei titoli anime già dell'editore Shin Vision, pubblicandone diversi con il proprio marchio Fool Frame.
Exa Software era la divisione che si occupava della commercializzazione di titoli software quali, per citarne alcuni, iPod Converter, PSP Movie Transfer, Home Design 3D e vari programmi gestionali e antivirus.
Exa Educational era il marchio che contraddistingueva i corsi multimediali di informatica, di lingue, didattici per la scuola ed enciclopedici, ossia i prodotti del core business originario.
Exa Games, infine, era la divisione dedicata alla commercializzazione di videogiochi per PC; nel 2005 la divisione fu costituita in società a responsabilità limitata con la denominazione Emc S.r.l. Il 24 aprile 2009 la Exa Media cedette tutte le attività alla Emc incluso il marchio Fool Frame, con il quale non veniva pubblicato più nulla dal 10 novembre 2008, che Emc dichiarò di voler mantenere per terminare la commercializzazione delle serie in corso; tuttavia, dopo pochi mesi tutte le società furono poste in liquidazione.

## Serie pubblicate a marchio Fool Frame

### Anime
- Castigo Celeste XX Angel Rabbie (OAV)
- Detective Conan (serie TV, solo Box 1)
- Detective Conan: Fino alla fine del tempo (film)
- Detective Conan: L'asso di picche (film, solo noleggio)
- Full Metal Panic? Fumoffu (serie TV, dal vol. 4, interrotta)
- Gun Frontier (serie TV)
- Hellsing (serie TV)
- Lei, l'arma finale (serie TV, interrotta)
- Najica Blitz Tactics (serie TV)
- Oh, mia dea! - The Movie (film)
- Wolf's Rain (serie TV, vol. 7 e 8)

### Film live action
- Azumi
- Azumi 2 - Death or Love
- Battle Royale (solo noleggio)
- Cutie Honey
- Il vento, di sera